# GSC5853-540
GSC5853-540 — хімічно пекулярна зоря спектрального класу A6, що має видиму зоряну величину в смузі V приблизно 12,0.